# Filiberto Gómez
Gral. Filiberto Gómez fue un militar mexicano que participó en la Revolución mexicana. Nació en Hacienda Nueva, municipio de Tetipac, Estado de Guerrero, el 22 de agosto de 1884. Durante la Revolución Mexicana combatió bajo los mandos de Joaquín Amaro Domínguez y Álvaro Obregón, y alcanzó el grado de coronel. Fue diputado federal en las XXX, XXXI y XXXII Legislaturas, siendo inclusive presidente del Congreso de la Unión. En 1929 fue nombrado presidente del Comité Organizador del Partido Nacional Revolucionario. De 1929 a 1933 fue gobernador del Estado de México. Murió en 1934 en la Ciudad de México, a causa de un accidente ecuestre.